# HMS Canopus (1798)
HMS Canopus – brytyjski liniowiec żaglowy, zbudowany we Francji jako "Franklin", zdobyty w 1798 roku i wcielony do Royal Navy.

## "Franklin"
Dwupokładowy okręt liniowy "Franklin" został zwodowany w Tulonie w 1797 roku, jako jeden z ośmiu bliźniaczych 80-działowców typu Tonnant projektu inżyniera Jacques-Noëla Sané. Nazwę swą otrzymał na cześć Benjamina Franklina. Od 1798 roku służył we flocie śródziemnomorskiej marynarki francuskiej, w składzie której wspierał egipską wyprawę Bonapartego. W czasie bitwy pod Abukirem w nocy z 1 na 2 sierpnia 1798 roku został zmuszony do poddania się flocie wiceadmirała Nelsona, tracąc około 2/3 załogi. Zdobyty okręt został przeprowadzony do Gibraltaru, a następnie do Anglii i po remoncie włączony w skład Royal Navy jako HMS "Canopus".

## Wojny napoleońskie
Remont i częściowe przezbrojenie okrętu w stoczni w Plymouth trwało od 1799 do 1803 roku. Następnie "Canopus", pod rozkazami komandora Johna Conna, włączono do floty Nelsona, prowadzącej blokadę Tulonu. Liniowiec pełnił wtedy rolę okrętu flagowego kontradmirała George Campbella. Od 1805 roku zastąpił go Thomas Louis, zaś kapitanem okrętu został Francis Austen, brat pisarki Jane Austen. Pod ich dowództwem "Canopus" wziął udział w pościgu za okrętami admirała Pierre'a de Villeneuve na Karaiby, a później w blokadzie Kadyksu.
2 października 1805 roku eskadra kontradmirała Louisa została odesłana do Gibraltaru, w celu uzupełnienia zapasów wody i żywności. Dlatego "Canopus" nie uczestniczył w bitwie pod Trafalgarem 21 października. Po połączeniu z flotą wiceadmirała Cuthberta Collingwooda, który zastąpił poległego pod Trafalgarem Nelsona, eskadra z "Canopus" w składzie przejęła zadania blokady ocalałych okrętów francusko-hiszpańskiej Połączonej Floty. Od listopada 1805 roku dowództwo nad eskadrą objął wiceadmirał John Thomas Duckworth, zaś Thomas Louis został jego zastępcą.

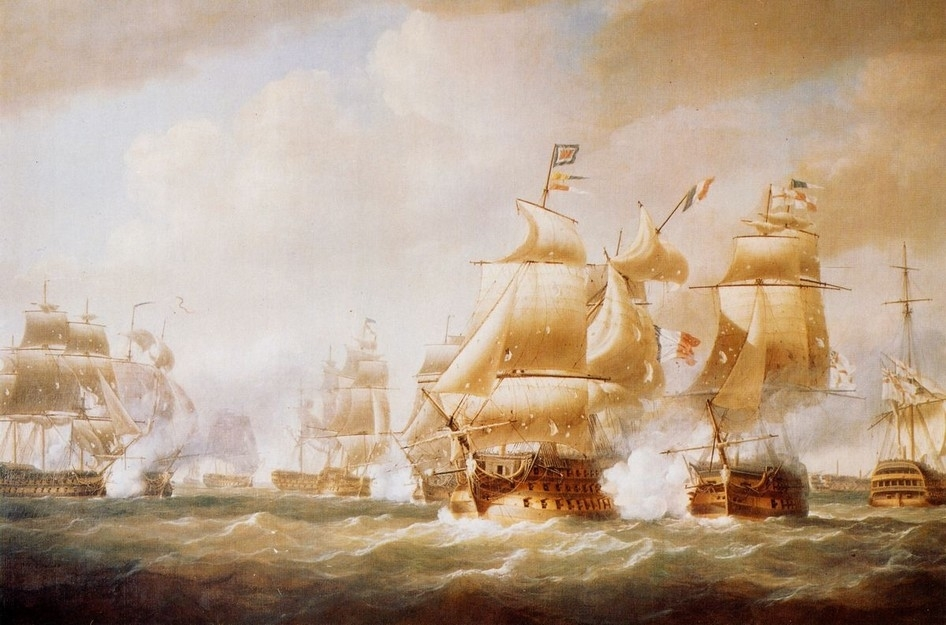
Bitwa pod San Domingo

W grudniu 1805 roku okręty dowodzone przez Johna Duckwortha rozpoczęły pościg za francuską eskadrą zauważoną w pobliżu Madery i zmierzającą na Karaiby. Dogoniły ją 6 lutego 1806 roku w okolicy wyspy San Domingo. W efekcie stoczonej bitwy zatopione zostały dwa francuskie okręty liniowe, a trzy kolejne zmuszono do poddania się. Na "Canopus" zginęło ośmiu marynarzy, 22 zostało rannych.
Po powrocie na wody europejskie "Canopus" (z nowym dowódcą Thomasem Shortlandem), wraz z 18-działowym brygiem "Dispatch" zdobyły 27 września 1806 roku w Zatoce Biskajskiej francuską fregatę "Présidente". Następnie liniowiec został przebazowany na Morze Śródziemne.
Od listopada 1806 roku do stycznia 1807 roku żaglowiec pełnił rolę okrętu flagowego kontradmirała Louisa w wyprawie na Dardanele. Była to misja rozpoznawcza przed kolejną wyprawą, przedsięwziętą w 1807 roku pod dowództwem wiceadmirała Duckwortha. Miała na celu zmianę stanowiska Turcji w jej stosunkach z Rosją i Wielką Brytanią we wschodniej części Morza Śródziemnego.

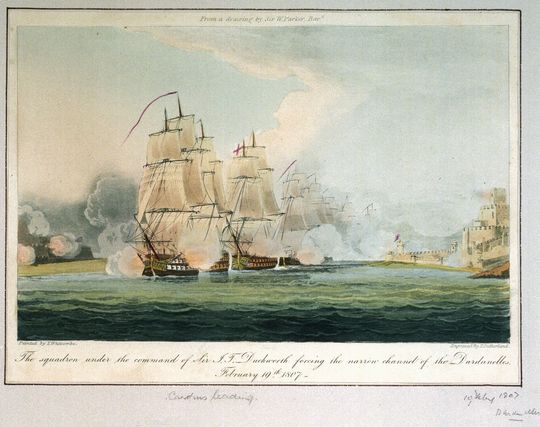
Przejście eskadry admirała Duckwortha przez Dardanele
(obraz Thomasa Whitcomba)

Wiceadmirał Duckworth wyruszył z eskadrą okrętów wydzielonych z floty admirała Collingwooda w styczniu 1807 roku. Towarzyszył mu również "Canopus" z kontradmirałem Louisem jako zastępcą Duckwortha na pokładzie. Eskadra podjęła dwie próby sforsowania Dardaneli: 19 lutego i 3 marca. Jednak w efekcie popełnionych błędów i nieudolnego dowodzenia misja skończyła się niepowodzeniem i odwrotem okrętów brytyjskich. Załoga "Canopus" straciła wskutek tureckiego ostrzału sześciu zabitych (m.in. dowódcę okrętowej piechoty morskiej, kapitana Kenta) i 26 rannych. W efekcie porażki wyprawy wiceadmirał Duckworth został odwołany do Wielkiej Brytanii, zaś dowództwo eskadry, stacjonującej w pobliżu wybrzeża Egiptu, objął Thomas Louis. Zmarł on jednak nagle na pokładzie "Canopus" 17 maja 1807 roku.
Nowym dowódcą liniowca został komandor Charles Inglis, dowódcą eskadry, której przewodził "Canopus" mianowano kontradmirała George'a Martina. Pod ich dowództwem okręt wziął m.in. udział w udanych desantach na wyspy Ischia i Procida w pobliżu Neapolu (czerwiec 1809) oraz pościgu za eskadrą francuskich żaglowców w Zatoce Lwiej, zakończonym 23 października 1809 roku zwycięską potyczką w pobliżu ujścia Rodanu. W jej wyniku zniszczone zostały dwa liniowce francuskie i osłaniany przez nie konwój.

## Okres powojenny
Po zakończeniu wojen napoleońskich "Canopus" był okrętem mocno zużytym. Pomimo to, z uwagi na jego bardzo dobre właściwości morskie, nie został skreślony z listy floty, lecz skierowany do remontu. Wykonano go w stoczni w Plymouth w latach 1814–1816. W jego trakcie wymieniono poszycie okrętu, zużyte i uszkodzone elementy szkieletu oraz dokonano wzmocnienia całości konstrukcji zgodnie z nowymi trendami w budownictwie okrętowym. Jednocześnie dokonano przeklasyfikowania okrętu zgodnie z nowym systemem klasyfikacyjnym obowiązującym w Royal Navy. Od tej pory "Canopus" był 84-działowym (rzeczywista liczba dział na okręcie) liniowcem drugiej rangi (do pierwszej zaliczano okręty o trzech ciągłych pokładach bateryjnych).
W późniejszym okresie  "Canopus" nie brał czynnego udziału w działaniach wojennych prowadzonych przez Royal Navy. Mając opinię doskonałego żaglowca, służył do badań porównawczych nowo budowanych liniowców. Na liniach jego kadłuba oparto konstrukcję dziesięciu podobnych 84-działowych okrętów, nazywanych typem Canopus lub Ganges (od pierwszego zwodowanego okrętu), budowanych w latach 20. i 30. XIX wieku. Należała do niego m.in. "Asia", okręt flagowy wiceadmirała Edwarda Codringtona w bitwie pod Navarino.
"Canopus" przeszedł w latach 1839 - 1841 jeszcze jeden poważny remont, połączony z modernizacją. Był następnie intensywnie wykorzystywany w ćwiczeniach floty. Pod koniec lat 40. XIX wieku, w związku z rozwojem nowych technologii w budownictwie okrętowym (jak na przykład napęd parowy), jego wartość bojowa była niewielka. Pomimo to liniowiec był wykazywany na listach floty do 1859 roku. W 1863 roku został hulkiem w Devonport. W 1887 roku został sprzedany do rozbiórki.